# Quắn hoa
Quắn hoa (danh pháp khoa học: Helicia nilagirica) là một loài thực vật có hoa trong họ Quắn hoa. Loài này được Bedd. miêu tả khoa học đầu tiên năm 1864.